# Modelo eletromagnético

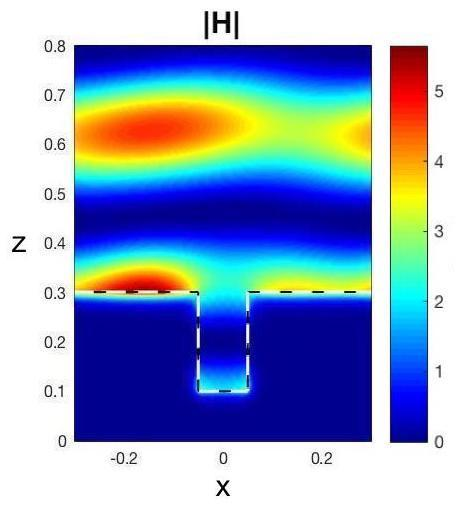
Distribuição do campo magnético de uma grade plasmônica obtida com o método RCWA com o software de código aberto RETICOLO, desenvolvido por Jean Paul Hugonin e Philippe Lalanne.

Um modelo eletromagnético refere-se ao estudo de campos eletromagnéticos e seus efeitos em objetos e ambientes. Tipicamente trata-se de implementações computacionais das equações de Maxwell.
As equações de Maxwell permite o estudo de todas as manifestações do eletromagnetismo, mas a sua solução analítica somente é possível em problemas ideais, didáticos. Para uma utilização prática, é comum realizar-se a implementação numérica da solução das equações.
Porém, um modelo é otimizado para a solução de uma gama de problemas similares. Uma implementação "genérica" é certamente mais extensa e computacionalmente pesada que uma implementação específica.
Ao longo deste artigo são apresentados os modelos mais conhecidos, suas vantagens e principais aplicações.

## Modelagem no tempo e na frequência
As equações de Maxwell possuem como domínio o espaço tridimensional, eventualmente tratado por uma aproximação bidimensional, e o tempo. Certas implementações baseiam-se na frequência, nada mais que o inverso do tempo, para observar fenômenos variantes na frequência. Esta escolha é, novamente, direcionada pelo tipo do problema.
A conversão entre grandezas no tempo para frequência, e vice-versa, pode seguir as regras das transformadas de Fourier e de Laplace, sendo comum o uso da transformada rápida de Fourier (FFT).

## Métodos

### Método dos momentos
Os métodos de elementos de contorno são utlizados em matematica, física e engenharia. Na engenharia, principalmente na área de resistências dos materias, fenômenos de transporte e transferência de calor e massa, são utilizados esses métodos para resolução de equaçoes integrais na forma indefinida, onde se aplica a constante C valores empíricos ao problema em questão.

### Método Matricial de Linha de Transmissão (TLM)
Também conhecido como Matriz de Linha de Transmissão (TLM) este método é útil para a simulação de uma grande quantidade de problemas de eletromagnetismo como por exemplo: correntes de alta frequência em condutores, propagação de ondas em meios diversos, comportamento de descargas atmosféricas e outros. Normalmente esse método possui vantagens devido a facilidade de implementação computacional, processamento rápido e pouca exigência de memória.